# Citrus limetta
Citrus limetta és una espècie de planta del gènere citrus. Es tracta d'una llimona dolça.

## Aspecte

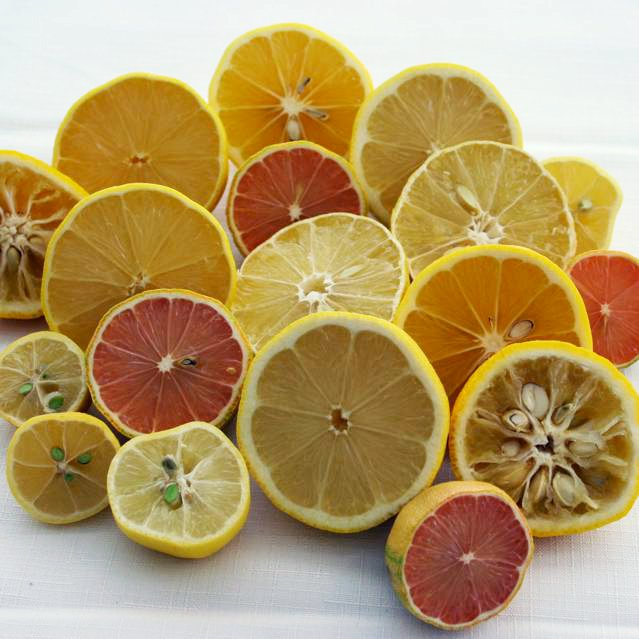
Citrus limetta amb altres tipus de llimones.

És un arbre menut de fins a 8 m d'alt. Té les branques irregulars. Té moltes espines que poden créixer a qualsevol lloc i fer fins a 7,5 cm de llarg. Té fulles i folíols. Les flors són blanques de 2 a 3 cm d'ample. La pell del fruit és groga pàl·lida quan està madur. El suc és verdós i més dolç que no pas àcid.

## Distribució

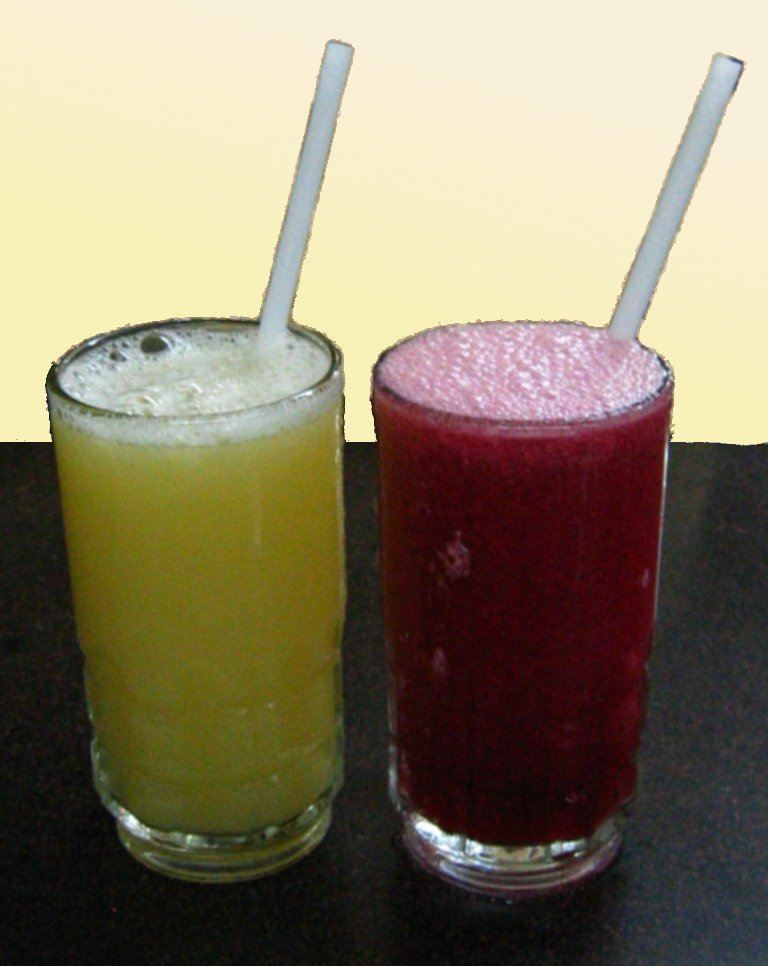
Sucs de Citrus limetta i de magrana.

És originària del sud i sud-oest d'Àsia i es cultiva a la regió mediterrània. S'ha introduït a altres llocs del món, Es propaga per llavors.

## Usos
Aquest fruit és comestible i conté oli essencial. Es fa servir com planta ornamental i com a peu per empeltar altres cítrics.